# René Pollesch
Pour les articles homonymes, voir Pollesch.
René Pollesch est un dramaturge et metteur en scène allemand né le 29 octobre 1962 à Friedberg (Hesse, Allemagne) et mort le 26 février 2024.

## Biographie
Durant ses études à Giessen entre 1983 et 1989, René Pollesch participe à des projets de Heiner Müller, George Tabori et John Jesurun.
Il est élu en 2002 Meilleur dramaturge de l'année par les lecteurs du magazine Theater heute[réf. nécessaire].

## Productions et mises en scène
- Cappuccetto Rosso
- Diktatorengattinnen I
- Du hast mir die Pfanne versaut, du Spiegelei des Terrors !
- L'Affaire Martin! Occupe-toi de Sophie! Par la fenêtre, Caroline! Le mariage de Spengler. Christine est en avance.
- Tal der fliegenden Messer
- Tod eines Praktikanten

### Articles de presse
- (de) « Mülheimer Dramatikerpreis für René Pollesch », Frankfurter Allgemeine Zeitung, 11 juin 2001.
- (en-US) J. S. Marcus, « Theater With a Biting View of Society », Wall Street Journal, 17 août 2007.